# Mormonia agrippina
Mormonia agrippina là một loài bướm đêm trong họ Noctuidae.